# Santiago de Besteiros
Santiago de Besteiros es una freguesia portuguesa del concelho de Tondela, con 20 km² de superficie y 1.473 habitantes (2001). Su densidad de población es de 102,0 hab/km².